# プリュ
株式会社プリュは、東京都渋谷区道玄坂に本社を置く日本の芸能プロダクション。モデルやグラビアアイドルのマネージメントのほか、衣装制作、複数のアイドルユニットの運営、国内外のライブイベント主催、海外イベントのキャスティング等をしている。

## 沿革
2016年
- 6月、設立
- 9月1日、ジオプロモーション（株式会社ジオ）の所属タレントが全員移籍して業務開始[2]。
- 10月8日、Angelip、全メンバーが卒業し活動停止。

2017年
- 7月31日、Theater Re:z が活動休止。
- 9月30日、UPローチ、全メンバー卒業し活動休止。
- 11月26日、テンシメシがデビュー。[3]
- 12月25日、Dear L mana の1stシングル「ふたり眠るまで」が、同日付のオリコンデイリーランキング3位を獲得[4]。ウィークリーランキングは12位[5]。
- 12月31日、ハニースパイスが解散。

2018年
- 1月3日、TOKYO SWEET PARTY がデビュー。メンバーと楽曲の多くをハニースパイスから引き継ぐ。
- 3月3日・4日、プリュ主催・台湾イベントを開催[6]
- 4月29日、中国イベント「Groupy Idol Festival May 2018~in広州」をキャスティング[7][8]。
- 8月2日、平成琴姫が GLADLINE llc に移籍。
- 10月8日、中国のゲームショーイベント等でキャスティング[9]
- 10月13日、テンシメシ1期が終了。鳴瀬美華を除くメンバー3人が卒業し、活動休止。[10]
- 11月26日、テンシメシ2期お披露目。新メンバー4名を加え活動再開。[11]

2019年
- 4月14日、"リアル姉妹デュオ" Dear L mana が解散。妹の胡桃奈々が引退[12]。姉のCoco海里は Nina Peleaとしてソロデビュー[13]。
- 4月27日、Nina Pelea がデビュー。[14]
- 5月1日、ハニースパイスがハニースパイスRe.として復活。プロデュースをトイプラ代表のへなぎに委託。
- 7月20日、テンシメシ໒꒱2期が終了。新宿ReNYでのワンマンライブをもってメンバー全員が卒業し、活動休止。[15]
- 8月26日、Nina Pelea のソロデビューシングル「NINA PELEA」が、同日付のオリコンデイリーランキング4位を獲得。[16]
- 11月1日、TOKYO SWEET PARTY が【eN】に改称。
- 11月11日、主催ライブイベント『ポッキースタートIIII supported by Groupy』（渋谷Veats）において、新生3ユニット（テンシメシ໒꒱（3期）、【eN】、JAPANARIZM（はっぴっぴより改称））のお披露目を行なう。Nina Pelea、ハニースパイスRe.も出演。[17]

2020年
- 4月、新生UPローチとして7名で活動開始。
- 6月9日、ハニースパイスRe.の2ndメジャーリリース「Honeys!!!/Happy(2020ver.)」発売。6月8日付けオリコンデイリーランキング1位を獲得。
- 11月28日-29日、東京サマーランド開催「サマラン大撮影会」「サマランスプラッシュライブ」「東京サウナーランド」のイベントを制作。
- 12月15日、テンシメシがテンシメシ໒꒱への改称を発表。

2021年
- 2月1日、本社が渋谷区神泉から道玄坂に移転。
- 7月1日、カスタマーセンター部を新設。カスタマーセンター長には元AKB48グループカスタマーセンター長の戸賀崎智信が就任した[18]。

2024年
- 10月、SUPER☆GiRLS元メンバーの樋口なづなが所属。新アイドルグループのプロデューサー就任を発表[19]。
- 12月、YouTuberプロダクションのVAZと共同運営のアイドルグループを立ち上げ[20]。

## 業務内容
1. タレント、モデル、歌手、俳優などの発掘・養成・マネージメント、プロモート業務
2. 音楽作品、映像作品、DVD作品の企画、制作業務
3. 衣装制作受注
4. グッズの企画、製作、販売、輸出入
5. 日本・海外におけるイベントの企画、制作、運営、キャスティング
6. 書籍、雑誌などの出版物の企画、製作、販売
7. 通信販売

## 所属者

### タレント
※ 2025年3月28日現在・80名　　https://plus-p.jp/talents
| 名前          | ふりがな          | 誕生年 | 誕生月日 | 出身地         | カップ | バスト | ウェスト | ヒップ | 身長    | 備考 | SNS                  |
| ------------- | ----------------- | ------ | -------- | -------------- | ------ | ------ | -------- | ------ | ------- | --- | -------------------- |
| 髙木 由莉愛   | たかき ゆりあ     |        | 1月11日  | 大分県         |        |        |          |        | 151cm   | 大分美少女図鑑の元モデル。お祭り系アイドルユニット「FES☆TIVE」メンバー                                                                                 | 【I】                |
| 樋口 なづな   | ひぐち なづな     | 2001年 | 8月28日  | 静岡県伊東市   |        |        |          |        | 154cm   | SUPER☆GiRLS元メンバー、「ROOKEY♡ROOKEYS」プロデューサー                                                                                                | 【I】【X】           |
| 宮花 もも     | みやはな もも     | 1996年 | 10月15日 | 埼玉県川越市   | C      | 82     | 56       | 86     | 165cm   | メイビーME元メンバー、特技はピアノ弾き語り | 【T】【I】【B】【Y】 |
| 桜井 まあか   | さくらい まあか   | 1999年 | 2月19日  | 静岡県         |        |        |          |        | 166cm   | ハニースパイスRe.メンバー、「矢口真里の火曜The NIGHT」出演                                                                                             | 【I】【T】【B】      |
| 水瀬 らい     | みなせ らい       |        | 2月1日   |                |        |        |          |        | 160cm   | テンシメシ໒꒱メンバー、趣味はコスプレ | 【T】【I】【X】      |
| 姫乃 れいな   | ひめの れいな     |        | 8月8日   |                |        |        |          |        | 158cm   | ハニースパイスRe.メンバー、趣味は料理、お菓子・パン作り                                                                                                | 【I】【X】           |
| 陽丸 ゆり     | ひまる ゆり       |        | 5月7日   |                |        |        |          |        | 158cm   | ハニースパイスRe.メンバー、趣味はショッピング、カフェ巡り                                                                                              | 【T】【I】【X】      |
| 相羽 まあや   | あいば まあや     |        | 1月11日  |                |        |        |          |        | 153cm   | ハニースパイスRe.メンバー、趣味は鉄道 | 【I】【X】           |
| 佐藤 絵里香   | さとう えりか     |        | 3月8日   | 静岡県浜松市   |        |        |          |        | 162cm   | JAPANARIZMメンバー、「タモリ俱楽部」「全力坂」出演 | 【X】                |
| 七瀬 りお     | ななせ りお       |        | 7月29日  | 東京都         |        |        |          |        | 162cm   | JAPANARIZMメンバー、酒好き | 【I】【X】           |
| 代永 雪菜     | よなが ゆきな     |        | 6月30日  | 岐阜県         |        |        |          |        | 167.9cm | JAPANARIZMメンバー | 【I】                |
| 海音 みこと   | あまね みこと     |        | 8月30日  | 埼玉県         |        |        |          |        | 149cm   | JAPANARIZMメンバー、趣味は銭湯巡り、卓球 | 【X】                |
| 早乙女 ゆう   | さおとめ ゆう     |        | 9月18日  | 大阪府         |        |        |          |        | 160cm   | JAPANARIZMメンバー、特技はセミと象のモノマネ | 【X】                |
| 熊田 なつ     | くまだ なつ       |        | 7月15日  | 千葉県         |        |        |          |        | 167cm   | JAPANARIZMメンバー、趣味は野球観戦 | 【X】                |
| 日向 ことり   | ひなた ことり     | 2003年 | 12月18日 |                |        |        |          |        | 155cm   | テンシメシ໒꒱メンバー、特技は新体操 | 【T】【X】           |
| 瀬川 ゆうか   | せがわ ゆうか     | 2002年 | 5月15日  | 北海道         |        |        |          |        | 164cm   | ハニースパイスRe.メンバー |                      |
| 夢藤 りのん   | むとう りのん     | 2000年 | 10月4日  |                |        |        |          |        | 163cm   | テンシメシ໒꒱メンバー | 【I】【X】           |
| 佐藤 まあや   | さとう まあや     |        | 2月8日   | 北海道         |        |        |          |        | 161cm   | 趣味は神社巡り、北海道日本ハムファイターズ好き | 【T】【I】【X】      |
| 伏見 舞香     | ふしみ まいか     | 2002年 | 7月30日  |                |        |        |          |        | 156cm   | テンシメシ໒꒱メンバー | 【I】【X】           |
| 百咲 あいか   | ももさき あいか   | 2003年 | 1月14日  |                |        |        |          |        | 162cm   | テンシメシ໒꒱メンバー | 【I】【X】           |
| 羽白 りな     | はしろ りな       | 2002年 | 11月18日 |                |        |        |          |        | 157cm   | テンシメシ໒꒱メンバー、特技はピアノ、 | 【T】【X】           |
| 夢日 りか     | ゆめひ りか       |        | 3月19日  | 愛知県名古屋市 |        |        |          |        |         | UPローチメンバー、元看護師、オタクアイドル | 【I】【X】           |
| 水沢 永愛     | みずさわ えな     | 2004年 | 8月27日  | 埼玉県         |        |        |          |        |         | UPローチメンバー、特技はフルート演奏、バドミントン、所属会社はタンバリンアーティスツ                                                                   | 【I】【X】           |
| 姫宮 れむ     | ひめみや れむ     |        | 10月16日 | 長崎県         |        |        |          |        |         | UPローチメンバー | 【X】                |
| 兎月 みう     | うづき みう       |        | 2月2日   | 茨城県         |        |        |          |        |         | UPローチメンバー | 【X】                |
| 藤城 りこ     | ふじしろ りこ     |        | 2月20日  | 東京都         |        |        |          |        |         | UPローチメンバー | 【X】                |
| 神楽 のあ     | かぐら のあ       |        | 5月14日  | 東京都         |        |        |          |        |         | UPローチメンバー | 【X】                |
| 月乃 ゆあ     | つきの ゆあ       |        | 2月27日  | 京都府         |        |        |          |        |         | UPローチメンバー | 【X】                |
| 蒼井 ふう     | あおい ふう       |        | 9月19日  | 福島県         |        |        |          |        |         | 【eN】メンバー | 【X】                |
| 楠 あいな     | くすのき あいな   |        | 8月15日  | 京都府         |        |        |          |        | 156cm   | 【eN】メンバー | 【I】【X】           |
| 加藤 乃演     | かとう のん       | 2003年 | 5月12日  | 広島県         |        |        |          |        | 148cm   | 【eN】メンバー | 【X】                |
| 立花 けいな   | たちばな けいな   |        | 1月19日  | 千葉県         |        |        |          |        |         | 【eN】メンバー | 【T】                |
| 小鳥遊 春乃   | たかなし はるの   |        | 1月19日  | 新潟県         |        |        |          |        |         | 【eN】メンバー | 【T】【X】           |
| 真野 かの     | まの かの         |        | 3月14日  |                |        |        |          |        |         | 【eN】メンバー | 【X】                |
| 光瀬 ひまり   | みつせ ひまり     | 2000年 | 5月14日  | 埼玉県         |        |        |          |        | 168cm   | ダンサー、「コカ・コーラ」「ソフトバンク」CM出演、Snow Man「D.D.」バックダンサー、乃木坂46、超ときめき宣伝部振付アシスタント、「キミと永遠に」メンバー | 【I】【X】           |
| 香椎 朝陽     | かしい あさひ     |        | 2月22日  | 徳島県         |        |        |          |        | 152cm   | 「キミと永遠に」メンバー | 【I】【X】           |
| 星奈 りのん   | ほしな りのん     | 2008年 | 8月13日  | 埼玉県         |        |        |          |        | 152cm   | 「キミと永遠に」メンバー | 【I】【X】           |
| はつね 美衣   | はつね みい       | 2009年 | 3月11日  | 愛知県         |        |        |          |        | 152cm   | 「キミと永遠に」メンバー | 【I】【X】           |
| 桜 ゆゆ       | さくら ゆゆ       | 2009年 | 5月22日  | 埼玉県         |        |        |          |        | 154cm   | 「キミと永遠に」メンバー | 【I】【X】           |
| 木野 茜       | きの あかね       | 2007年 | 7月11日  | 愛知県         |        |        |          |        | 156cm   | 「キミと永遠に」メンバー、特技は絶対音感、所属事務所はハイシープロダクション                                                                           | 【X】                |
| 田北 香世子   | たきた かよこ     | 1997年 | 2月1日   | 千葉県         |        |        |          |        | 155cm   | 元AKB48、「Loulouchouchou」メンバー兼プロデューサー | 【I】【X】           |
| 水湊 真白     | みなと ましろ     |        | 11月9日  | 愛知県         |        | 78     | 60       | 86     | 156cm   | 集英社「サキドルエース」、「Loulouchouchou」メンバー                                                                                                   | 【I】【X】           |
| 横尾 莉緒     | よこお りお       | 1997年 | 2月28日  | 北海道         |        |        |          |        | 160cm   | 「Loulouchouchou」メンバー | 【I】【X】           |
| 江室 リカ     | えむろ りか       | 1997年 | 3月15日  | 神奈川県       |        |        |          |        |         | 「Loulouchouchou」メンバー | 【I】【X】           |
| 雪本 彩羽     | ゆきもと いろは   |        | 9月17日  | 神奈川県       |        |        |          |        | 164cm   | 「Loulouchouchou」メンバー |                      |
| 渚 せな       | なぎさ せな       |        | 5月29日  | 京都府         |        |        |          |        | 153cm   | 「Loulouchouchou」メンバー | 【I】【X】           |
| 矢ヶ崎 なな   | やがさき なな     |        |          | 静岡県         |        |        |          |        | 153cm   | 「メリーパレード」メンバー | 【I】【X】           |
| 七瀬 璃虹     | ななせ りこ       |        |          | 千葉県         |        |        |          |        |         | 「メリーパレード」メンバー、趣味はゴルフ打ちっぱなし、特技は腹話術                                                                                     | 【I】                |
| 日和咲 あみ   | ひよさき あみ     |        |          | 福岡県         |        |        |          |        |         | 元保育士、「メリーパレード」メンバー | 【I】【X】           |
| 白花 りん     | しらはな りん     |        |          | 岩手県         |        |        |          |        |         | 特技はバルーンアート、柔道、「メリーパレード」メンバー                                                                                                 | 【I】【X】           |
| 宮瀬 すみれ   | みやせ すみれ     |        |          | 山形県         |        |        |          |        |         | 「メリーパレード」メンバー | 【I】【X】           |
| 汐崎 くれあ   | しおさき くれあ   | 2004年 | 1月18日  | 静岡県         |        |        |          |        |         | 「メリーパレード」メンバー | 【I】【X】           |
| 青山 心優     | あおやま みゆ     | 2003年 | 12月3日  | 岡山県         |        |        |          |        | 159cm   | 「アイドル革命」メンバー | 【X】                |
| 有栖 なのは   | ありす なのは     | 2007年 | 6月10日  | 神奈川県       |        |        |          |        | 148.9cm | 「アイドル革命」メンバー | 【I】【X】           |
| 月野 りりあ   | つきの りりあ     | 2007年 | 10月28日 | 栃木県         |        |        |          |        | 160cm   | 「アイドル革命」メンバー |                      |
| 二野宮 星夏   | にのみや せいか   | 2004年 | 7月14日  | 東京都         |        |        |          |        | 170cm   | 「アイドル革命」メンバー |                      |
| 根本 結菜     | ねもと ゆいな     | 2003年 | 3月19日  | 茨城県         |        |        |          |        | 158cm   | 「アイドル革命」メンバー | 【T】【X】           |
| 村瀬 まどか   | むらせ まどか     | 2003年 | 4月7日   | 東京都         |        |        |          |        | 159cm   | 「アイドル革命」メンバー |                      |
| 山口 桃佳     | やまぐち ももか   | 2002年 | 9月21日  | 鹿児島県       |        |        |          |        | 162cm   | 「アイドル革命」リーダー、元Seven Colors | 【T】【I】【X】      |
| 雨宮 サク     | あまみや さく     |        | 7月16日  | 東京都         |        |        |          |        | 153cm   | 「ROOKEY♡ROOKEYS」メンバー、爬虫類好き、特技は草むらでカエルを見つけること、「My Sugar Light」メンバー、ラジオ「髭男爵 山田ルイ53世のキックス」出演    | 【T】【I】【X】      |
| 時野 わかな   | ときの わかな     |        | 3月27日  | 静岡県         |        |        |          |        |         | 「ROOKEY♡ROOKEYS」メンバー | 【X】                |
| 叶奏 あやな   | かなで あやな     |        | 8月21日  | 愛知県         |        |        |          |        |         | 「ROOKEY♡ROOKEYS」メンバー、特技はディズニーヲタク、ジャングルクルーズのモノマネ                                                                       | 【I】【X】           |
| 雫来 あみ     | しずく あみ       |        | 1月24日  | 埼玉県         |        |        |          |        |         | 「ROOKEY♡ROOKEYS」メンバー | 【I】【X】           |
| 成実 このあ   | なるみ このあ     |        | 1月1日   | 福岡県         |        |        |          |        |         | 「ROOKEY♡ROOKEYS」メンバー | 【I】【X】           |
| 成実 このあ   | なるみ このあ     |        | 1月1日   | 福岡県         |        |        |          |        |         | 「ROOKEY♡ROOKEYS」メンバー | 【I】【X】           |
| 木乃葉 あかり | このは あかり     |        | 10月30日 | 静岡県         |        |        |          |        |         | 「ROOKEY♡ROOKEYS」メンバー | 【I】【X】           |
| 姫園 あこ     | ひめぞの あこ     |        | 4月28日  | 新潟県         |        |        |          |        |         | 「ROOKEY♡ROOKEYS」メンバー | 【I】【X】           |
| 有栖川 ふわり | ありすわが ふわり |        | 7月2日   | 千葉県         |        |        |          |        | 158.5cm | 「あくきゅ～」メンバー、特技はピアノ、射的 | 【T】【I】【X】      |
| 藤咲 乃羽     | ふじさき のわ     |        | 11月19日 | 神奈川県       |        |        |          |        | 155cm   | 「あくきゅ～」メンバー | 【T】【I】【X】      |
| 小日向 あかり | こひなた あかり   |        | 2月8日   | 東京都         |        |        |          |        | 147cm   | 「あくきゅ～」メンバー | 【T】【I】【X】      |
| 愛染 ねね     | あいぞめ ねね     |        | 8月11日  | 大阪府         |        |        |          |        | 157cm   | 「あくきゅ～」メンバー | 【T】【I】【X】      |
| 宇佐美 みう   | うさみ みう       |        | 1月21日  | 埼玉県         |        |        |          |        | 150cm   | 「あくきゅ～」メンバー | 【T】【I】【X】      |
| 月島 えま     | つきしま えま     |        | 11月27日 | 埼玉県         |        |        |          |        | 151cm   | 「あくきゅ～」メンバー | 【T】【I】【X】      |
| 宮之内 ひな   | みやのうち ひな   |        | 11月15日 | 大阪府         |        |        |          |        | 147cm   | テンシメシ໒꒱メンバー | 【T】【I】【X】      |
| 睦月 まる     | むつき まる       | 2006年 | 1月5日   | 東京都         |        |        |          |        | 152cm   | 母は全日本女子プロレスの元レジェンドレスラー中西百重、「女子プロレスマガジン」「FLASH」出演、「キミと永遠に」メンバー                                  | 【T】【I】【X】      |
| 藤咲 あや     | ふじさき あや     |        | 9月4日   | 青森県         |        |        |          |        | 157cm   | 特技は乗馬とドラマー、「Re:INCARNATION」メンバー | 【X】                |
| 一木 望未     | いちき みみ       |        | 1月5日   | 北海道         |        |        |          |        | 158cm   | SEVEN4メンバー | 【I】【X】           |
| 八木 咲音里   | やぎ さおり       | 1993年 | 4月10日  | 茨城県         | E      | 87     | 58       | 88     | 154cm   | 職業マジシャン。特技はゲーム（PCゲーム、ニンテンドースイッチ）、KNU oNEW元メンバー、「ゴットタン」出演                                                 | 【I】【X】【B】      |
| 川井 マリア   | かわい まりあ     | 1999年 | 9月22日  | 愛知県         |        | 80     | 58       | 82     | 151cm   | グラビアアイドル | 【X】                |
| 北川 琴梨     | きたがわ ことり   | 2002年 | 8月9日   |                |        |        |          |        |         | | 【X】                |
| 小日向 ゆり   | こひなた ゆり     |        | 2月6日   | 北海道         | H      | 90     | 60       | 94     | 159cm   | 現役看護師のHカップグラドル | 【T】【I】【X】      |
| 小日向 優花   | こひなた ゆうか   | 2003年 | 2月26日  | 福岡県         | I      | 92     | 60       | 89     | 148cm   | 福岡を拠点に活動するアイドルグループDear Princessメンバー、業務提携                                                                                    | 【I】【X】           |

### アーティスト

アイドル革命（TOKYO IDOL FESTIVAL 2025／8月3日／Zepp DiverCity)

※ 2025年3月28日現在・13グループ　　https://plus-p.jp/talents
- ハニースパイスRe.（宮花もも、桜井まあか、水瀬らい、姫乃れいな、陽丸ゆり、相羽まあや）
  - プロデューサーは煌めき☆アンフォレント、綺星★フィオレナードのプロデューサー、HNGSONIC等の大型イベント企画・主催をするへなぎ[21]
- JAPANARIZM（佐藤絵里香、七瀬りお、代永雪菜、海音みこと、早乙女ゆう、熊田なつ）
  - 香港、マレーシア、台湾など海外へ幅広く活躍。プロデューサーはアップダンス・エンターテインメントと、FES☆TIVEをプロデュースする世古竜真が担当[21]
- テンシメシ໒꒱（日向ことり、瀬川ゆうか、夢藤りのん、佐藤まあや、伏見舞香、百咲あいか、羽白りな）
  - アイドルと食の融合を目指すニューウェイブユニット[21]
- UPローチ（夢日りか、水沢永愛、姫宮れむ、兎月みう、藤城りこ、神楽のあ、月乃ゆあ）
- 【eN】（蒼井ふう、楠あいな、加藤乃演、立花けいな、小鳥遊春乃、真野かの）
  - 振り付けは元paspo☆槙田紗子、クリエイティブディレクターはNEW163が担当する[21]
- キミと永遠に（光瀬ひまり、香椎朝陽、星奈りのん、はつね美衣、桜ゆゆ、木野茜）
- Loulouchouchou（ルルシュシュ)（田北香世子、水湊真白、横尾莉緒、江室リカ、雪本彩羽、渚せな）
- メリーパレード（矢ケ崎なな、七瀬璃虹、日和咲あみ、白花りん、宮瀬すみれ、汐崎くれあ）
- アイドル革命（青山心優、有栖なのは、月野りりあ、二野宮星夏、根本結菜、村瀬まどか、山口桃佳）
- BLACKPRINCESS（桜井まあか、田北香世子、奥愛梨、天宮るな、宮之内ひな、香椎ゆい、七瀬璃虹）
- ROOKEY♡ROOKEYS（雨宮サク、姫園あこ、叶奏あやな、木乃葉あかり、成実このあ、雫来あみ、時野わかな）
  - プロデューサーはSUPER☆GiRLSの元メンバー樋口なづな
- あくきゅ～ （有栖川ふわり、藤咲乃羽、小日向あかり、愛染ねね、宇佐美みう、月島えま）
- BLACKPRINCESS（桜井まあか、田北香世子、奥愛梨、天宮るな、宮之内ひな、香椎ゆい、七瀬璃虹）
- プリュネクスト
  - 新たな才能の発掘とアイドル志願者の夢を全力サポートするアイドル総合育成機関

### 芸人
- オンリーラグーン
- 森雅人

### パートナー
- 愛森ちえ

## 過去の所属者

### タレント
- 福永幸海
- 藤田恵名【業務提携】
- 竹本茉莉【業務提携】
- 松島未歩
- 可愛華純
- めるも
- 佐倉りお
- 月島いずみ
- 神楽あゆ
- 仲村一夏
- 北野ななほ
- 高村七海
- 柚月春乃
- 絢野遥
- 菅谷さき
- 西蓮寺なな
- 鏑木りお
- 神巫ゆり
- 永瀬かれん
- 斎藤アン
- 汐海夏那
- 松井彩花
- 楠木りりか
- 大場鈴愛
- 百々瀬愛莉
- 吉倉千晴
- 夏海うらら
- 高森あむ
- 一宮ゆり
- 中西りな
- 橘ありか
- 峰上ゆりか
- 市川千夏
- 桜羽るか
- 如月ゆず
- 鈴夏りんね
- 三倉みく
- 県しょうこ
- 木楠まき
- 胡桃奈々
- 宮國みやこ
- 鳴瀬未華
- 雛野真（森川なの）
- 岸辺奈々（七瀬えみる）
- 真宵月（東雲るる）
- 吉沢七海（パチスロライター）
- 仙崎サヤ
- 佐野礼奈
- 雨宮奈生
- 江口結香
- 雪平菜奈
- ひなたななこ
- 一ノ瀬望
- MEY【業務提携】
- Coco海里
- 高橋那々美
- 新井妃菜乃
- 真城もなこ
- 南華せな
- 西野瑠奈
- 広瀬茉瑠
- 汐見茉莉花
- 美園花恋
- 米倉みゆ【業務提携】
- 白瀬あかり
- 成瀬せな
- 桜井紗稀
- 天乃七夕
- 並木彩名
- 古湊まり
- 三葉まい
- 久世みこ都
- 雨宮サク
- 水守あき奈
- 平野ほのか
- 横井ほなみ
- 松村ひな
- 立花実香
- やまだなみ
- 宮坂杏
- 鈴羽さくら
- 星合桃子
- かとう唯（ミュージカル女優）
- 近藤亜沙
- 藤井聖羅
- 立花紗知
- 百瀬結乃
- 瀬森咲茉
- 葉月ひな
- 世良美澪
- 小日向夏実
- 新川日菜
- 夢咲はるか
- 麻倉かほ
- 白崎結羅
- 都田りおな
- 篠宮凛月
- 星乃みゆ
- さくら
- 桜木紗南（ELECTRIC JELLYFISH ～Fry～）
- 藤咲あや（Re:INCARNATIO）
- 茉白まむ
- 石岡真衣
- 天宮るな
- 夏野ふみか
- 北園かりん
- 奥愛梨
- 香椎ゆい
- 榛名ひかる
- 中川珠里
- 恋白くるみ
- 森川すみ
- 森川まな
- 星野みさ
- 何卒しゅな
- 七瀬しの
- 愛唯りり
- 姫川希愛
- 脇元胡桃
- 白乃みる
- 初宮ゆら
- 桜木紗南
- 北野めぐみ
- 国友愛佳
- 西村彩有里
- 白咲乃愛

### アーティスト
- 平成琴姫（桜羽るか、如月ゆず）[22]
- AngeLip（2016年10月8日 全メンバー卒業・活動停止／中川珠里、柚月春乃、高村七海、北野ななほ）
- Theater Re:z（2017年7月31日 活動休止／朝日奈みく、西蓮寺なな、鏑木りお、神巫ゆり）
- Dear L mana（2019年4月14日解散／Coco海里、胡桃奈々）
- TOKYO SWEET PARTY（2019年11月1日 【eN】に改称）
- はっぴっぴ（2019年11月11日 JAPANARIZMに改称）
- Nina Pelea（2021年1月3日退所／Coco海里）
- ［PUZZLE.］（2021年12月26日解散／夏乃さやか、MARIKO、桜坂さやさ、香椎ゆい)
- bubble flowers（2023年11月18日解散／新川日菜、都田りおな、篠宮凛月、雪本彩羽）
- My Sugar Light（2024年7月解散／白乃みる、初宮ゆら、雨宮サク）

## アパレル事業
※プリュ衣装部としてオーダーメイド製作をしている

### 主な実績
- ハニースパイス
- Theater Re:z
- UPローチ
- Dear L mana
- アンダービースティー
- あんだーびーすてぃー
- テンシメシ໒꒱
- TOKYO SWEET PARTY
- はっぴっぴ
- きみがわたしだけのおうじさまだったら
- elfi’n
- Nina Pelea
- ハニースパイスRe.
- CANDY GO!GO!
- URAGAWA PROJECT
- JAPANARIZM
- エルフロート
- FariaClown
- 【eN】
- bob up.
- キミと永遠に

ほか多数